# Daniella Nero
Daniella Nero (18 marzo 1989) è una tuffatrice svedese.

## Biografia
Ha iniziato a tuffrsi all'età di sette anni. Si è laureata in Human Movement Studies presso l'Università delle Hawaii, negli Stati Uniti d'America.
Gareggia per lo Jonkopings Simsallskap, dove è allenata da Brian Bungum e Bo Sjogren. 
In nazionale è allenata dalla campionessa olimpica Ulrika Knape-Lindberg, oro ai Giochi olimpici di Monaco di Baviera 1972.
Ha rappresentato la Svezia ai campionati europei di tuffi di Eindhoven 2012 nel trampolino 3 metri, dove ha concluso sedicesima. Nel sincro 3 metri, con Julia Lönnegren, si è piazzata al settimo posto.
Ai Campionati mondiali di nuoto di Barcellona 2013, ottentendo il dodicesimo posto nel concorso dei tuffi dal trampolino 1 metro ed il trentunesimo in quello dal trampolino 3 metri.
Ai Campionati europei di tuffi di Rostock 2013 è arrivata diciassettesima nel trampolino 1 metro e tredicesima nel trampolino 3 metri.
È stata nominata tuffatrice svedese dell'anno dalla Federazione svedese del nuoto per tre anni consecutivi: 2014, 2015 e 2016.